# Nejvyšší hory Nového Mexika

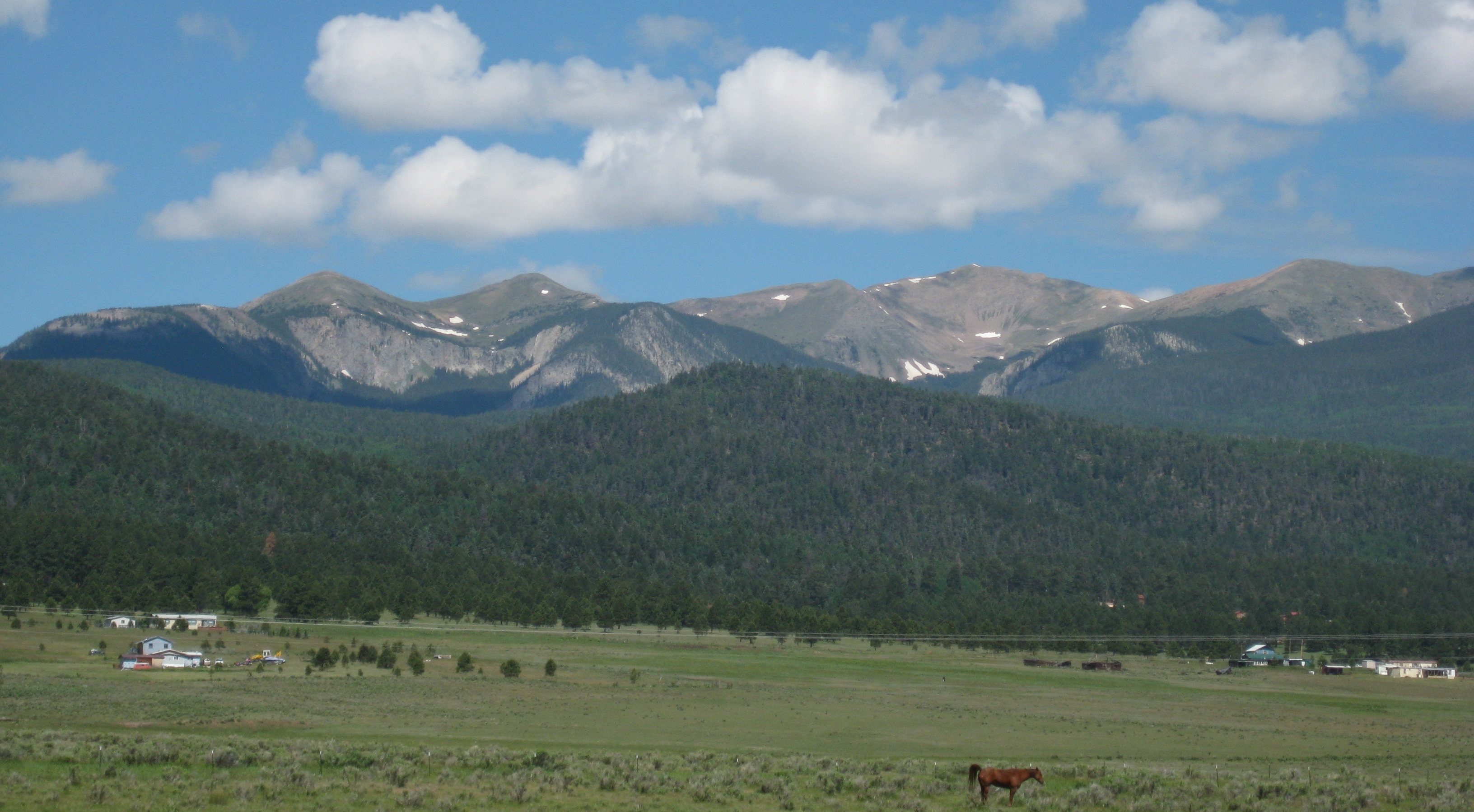
Wheeler Peak, nejvyšší hora Nového Mexika

Nejvyšší hory Nového Mexika. Na severu Nového Mexika se rozkládá nejjižnější část Skalnatých hor, pohoří Sangre de Cristo Mountains a San Juan Mountains.
Právě v jednotlivých horských pásmech Sangre de Cristo Mountains (Taos Mountains, Santa Fe Mountains a Culebra Range) leží nejvyšší horské vrcholy Nového Mexika. Nejvyšší horou Nového Mexika je Wheeler Peak (4 011 m), jediná čtyřtisícovka na území státu.
Na severozápad a západ Nového Mexika zasahuje Koloradská plošina. Dominantními vrcholy této oblasti jsou hory Mount Taylor (3 445 m) a  Chicoma Mountain (3 525 m). Na jihu státu leží řada menších, izolovaných pohoří, například San Andres Mountains nebo Sacramento Mountains. Nejvyšší horou jižní části Nového Mexika je Sierra Blanca Peak (3 652 m) z vulkanického masivu Sierra Blanca.

## 10 nejvyšších hor Nového Mexika

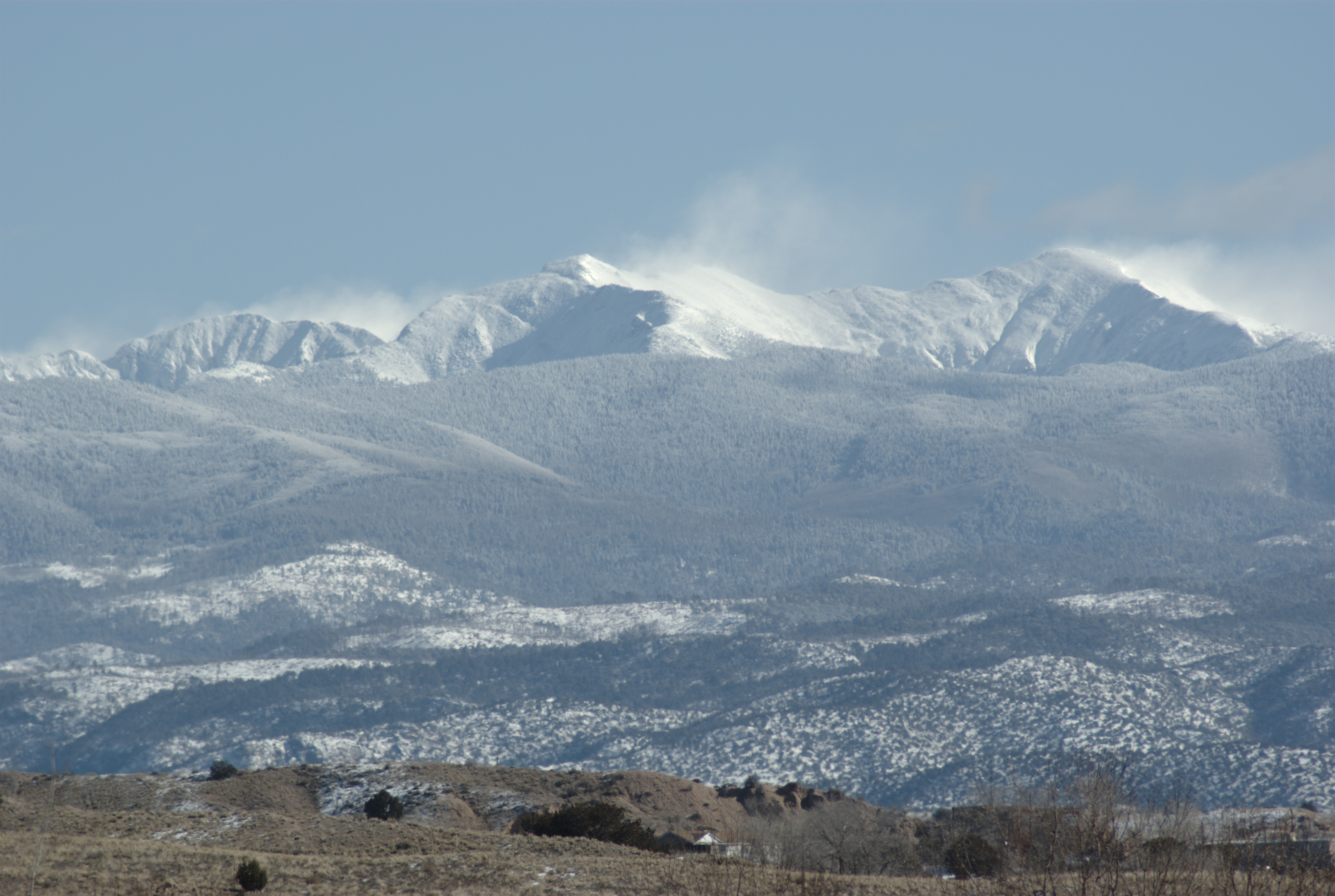
Truchas Peaks

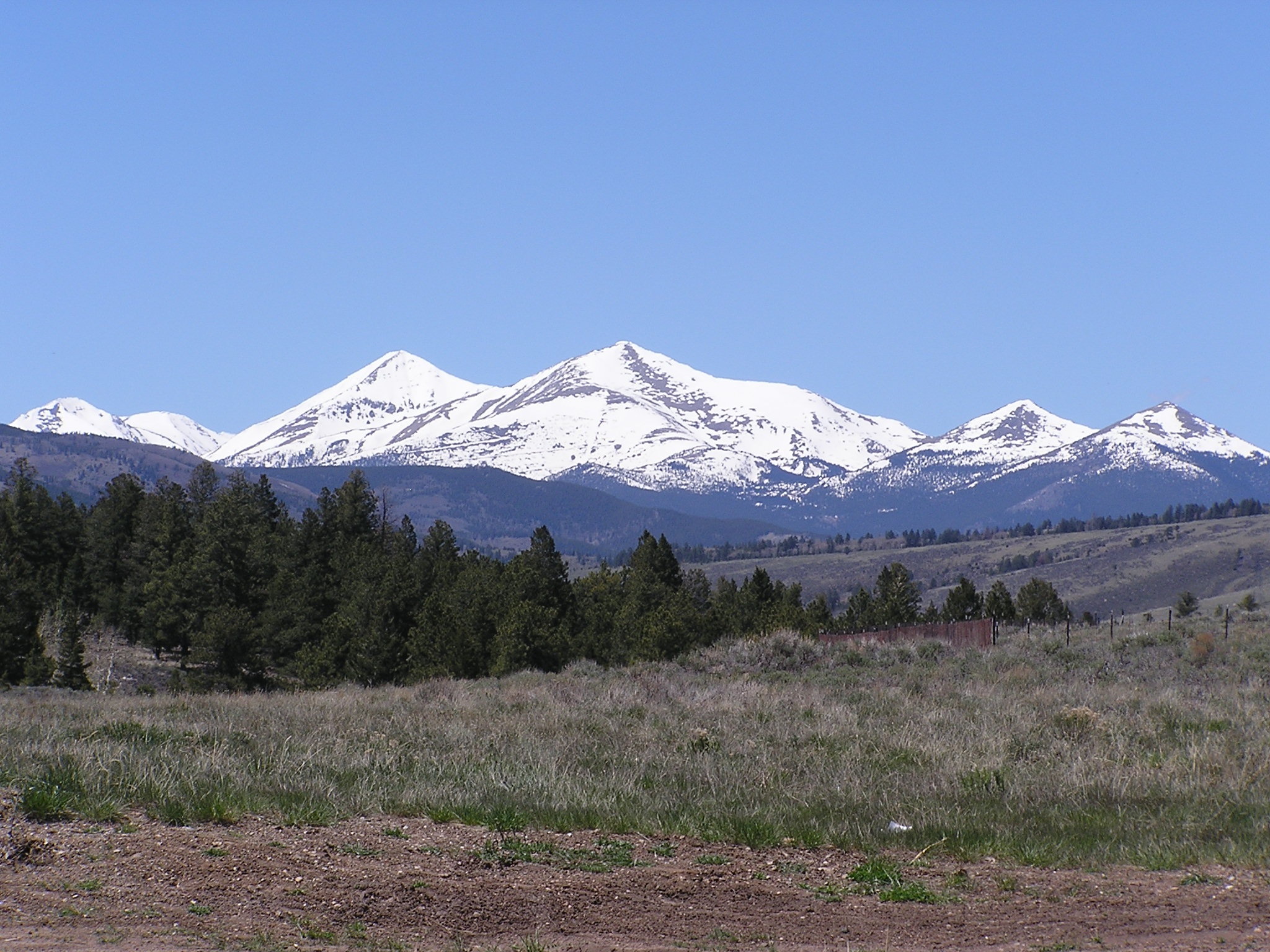
Mount Taylor

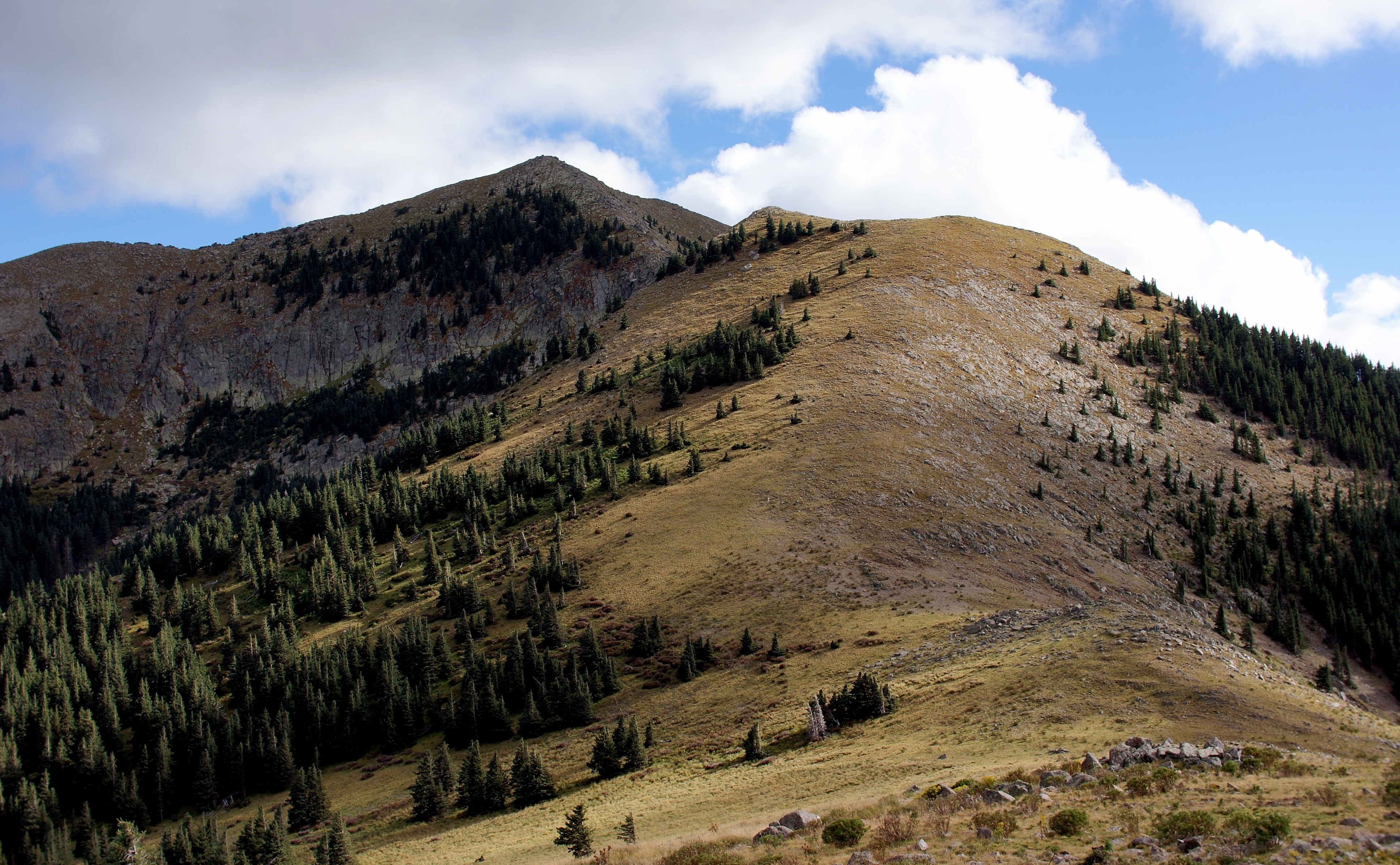
Sierra Blanca Peak

Ve výčtu hor jsou zastoupeny pouze vrcholy s prominencí vyšší než 500 metrů.
|    | Vrchol               | Pohoří                     | Výška (m) | Prominence (m) | Izolace (km) |
| -- | -------------------- | -------------------------- | --------- | -------------- | ------------ |
| 1  | Wheeler Peak         | Sangre de Cristo Mountains | 4 011     | 1 039          | 59,6         |
| 2  | Truchas Peaks        | Sangre de Cristo Mountains | 3 993     | 1 219          | 68,2         |
| 3  | Venado Peak          | Sangre de Cristo Mountains | 3 881     | 905            | 18,6         |
| 4  | Gold Hill            | Sangre de Cristo Mountains | 3 876     | 548            | 8,7          |
| 5  | Santa Fe Baldy       | Sangre de Cristo Mountains | 3 847     | 604            | 17,3         |
| 6  | Little Costilla Peak | Sangre de Cristo Mountains | 3 836     | 739            | 12,1         |
| 7  | Baldy Mountain       | Sangre de Cristo Mountains | 3 792     | 817            | 17,7         |
| 8  | Sierra Blanca Peak   | Sierra Blanca              | 3 649     | 1 686          | 266,7        |
| 9  | Cerro Vista          | Sangre de Cristo Mountains | 3 639     | 762            | 0,1          |
| 10 | Mount Phillips       | Sangre de Cristo Mountains | 3 579     | 885            | 11,8         |

## 5 vrcholů s nejvyšší prominencí

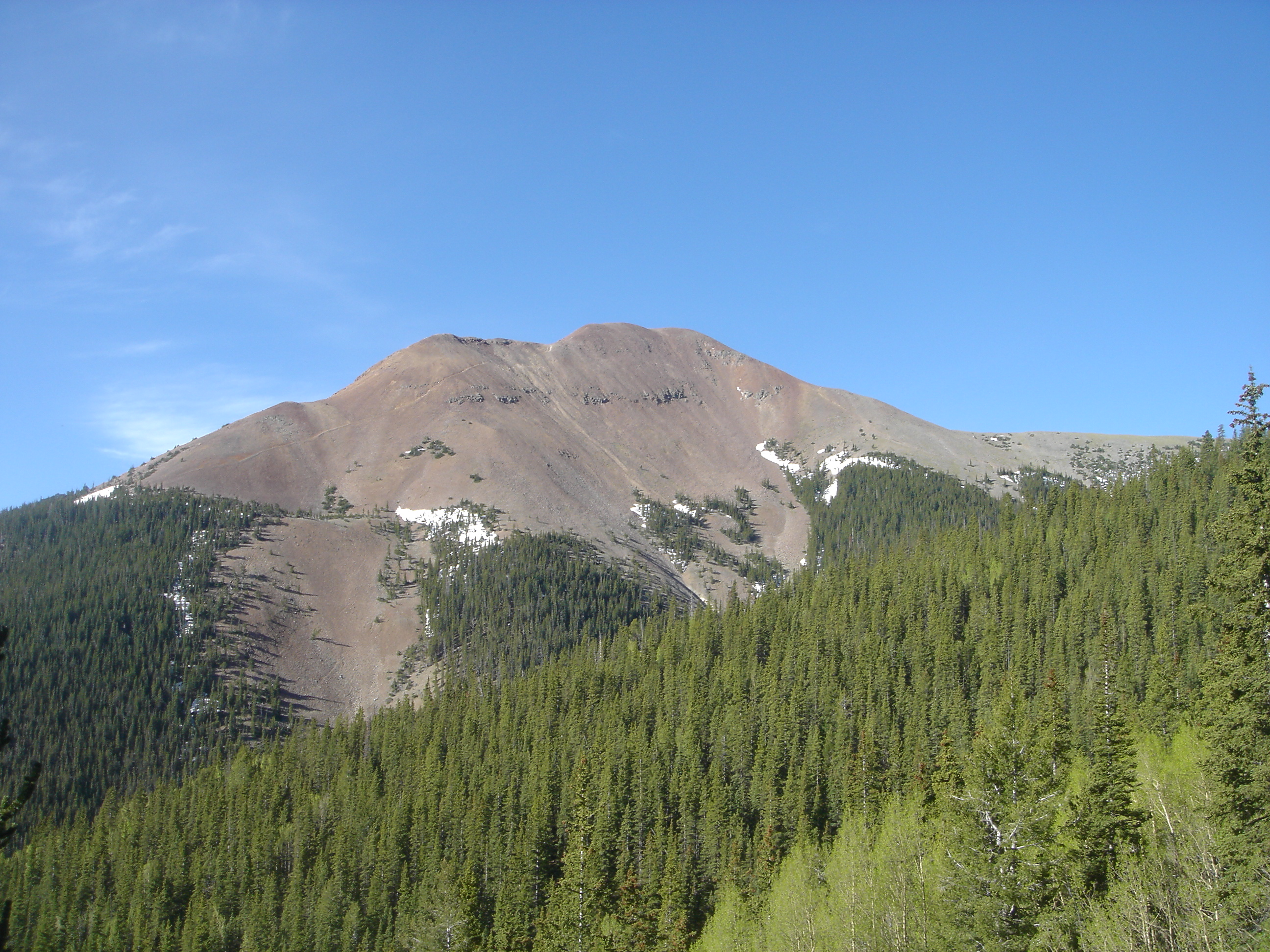
Baldy Mountain

|   | Vrchol             | Pohoří                     | Výška (m) | Prominence (m) | Izolace (km) |
| - | ------------------ | -------------------------- | --------- | -------------- | ------------ |
| 1 | Sierra Blanca Peak | Sierra Blanca              | 3 649     | 1 686          | 266,7        |
| 2 | Chicoma Mountain   | Jemez Mountains            | 3 524     | 1 305          | 56,8         |
| 3 | Sandia Crest       | Sandia Mountains           | 3 255     | 1 249          | 72,9         |
| 4 | Mount Taylor       | San Mateo Mountains        | 3 445     | 1 248          | 139,6        |
| 5 | Truchas Peaks      | Sangre de Cristo Mountains | 3 993     | 1 219          | 68,2         |

## 10 nejvyšších hor Nového Mexika s prominencí vyšší než 100 metrů

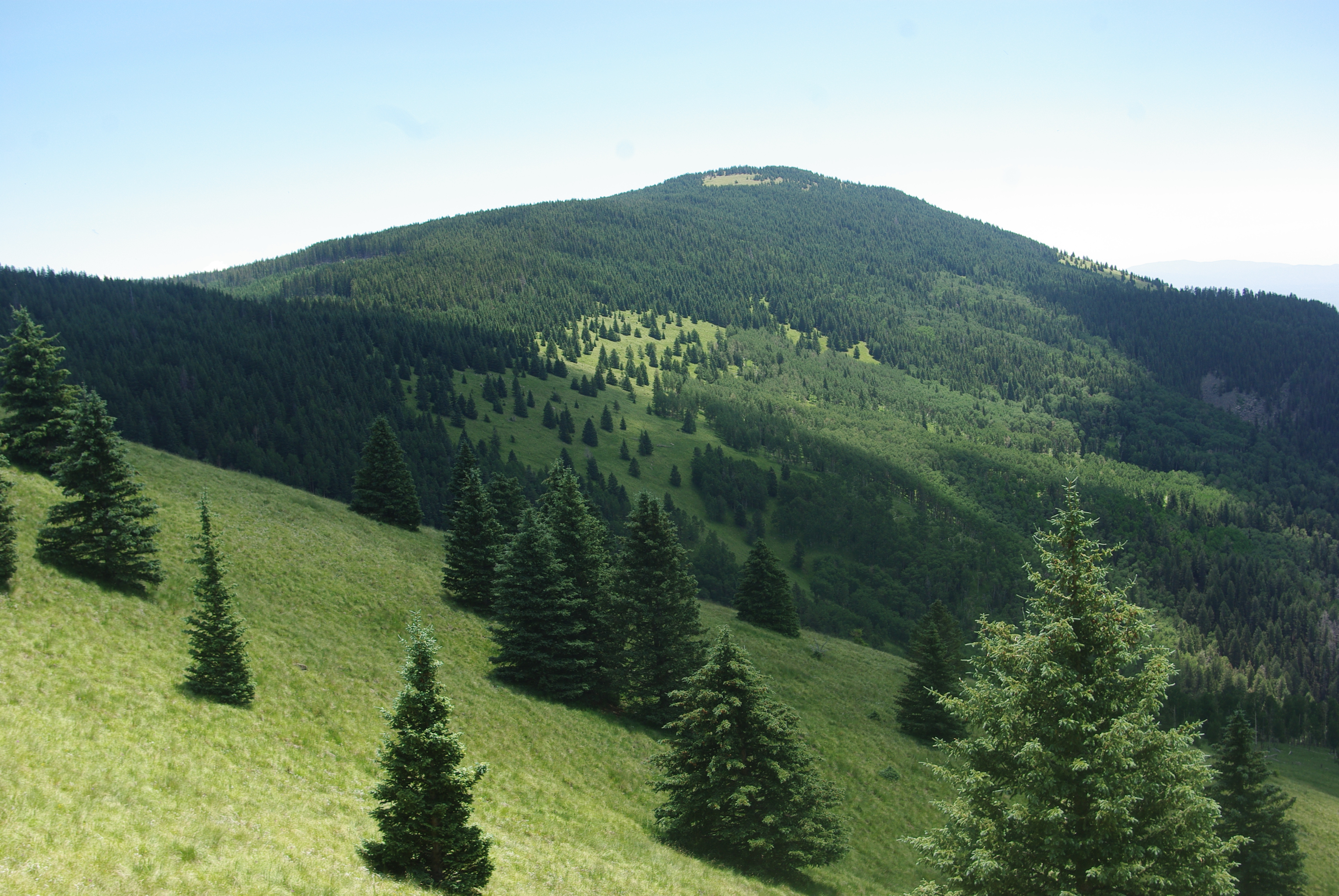
Chicoma Mountain

Ve výčtu hor jsou zastoupeny pouze vrcholy s prominencí vyšší než 100 metrů.
|    | Vrchol             | Pohoří                     | Výška (m) | Prominence (m) | Izolace (km) |
| -- | ------------------ | -------------------------- | --------- | -------------- | ------------ |
| 1  | Wheeler Peak       | Sangre de Cristo Mountains | 4 011     | 1 039          | 59,6         |
| 2  | Truchas Peaks      | Sangre de Cristo Mountains | 3 993     | 1 219          | 68,2         |
| 3  | North Truchas Peak | Sangre de Cristo Mountains | 3 970     | 190            | 1,5          |
| 4  | Big Costilla Peak  | Sangre de Cristo Mountains | 3 941     | 442            | 20,7         |
| 5  | Vintrero Benchmark | Sangre de Cristo Mountains | 3 926     | 217            | 6,3          |
| 6  | Lake Fork Peak     | Sangre de Cristo Mountains | 3 926     | 183            | 2,5          |
| 7  | Chimayosos Peak    | Sangre de Cristo Mountains | 3 914     | 256            | 2            |
| 8  | Jicarita Peak      | Sangre de Cristo Mountains | 3 912     | 218            | 9,8          |
| 9  | Peak 12819         | Sangre de Cristo Mountains | 3 907     | 140            | 1,7          |
| 10 | Venado Peak        | Sangre de Cristo Mountains | 3 881     | 905            | 18,6         |